# Southern Comfort

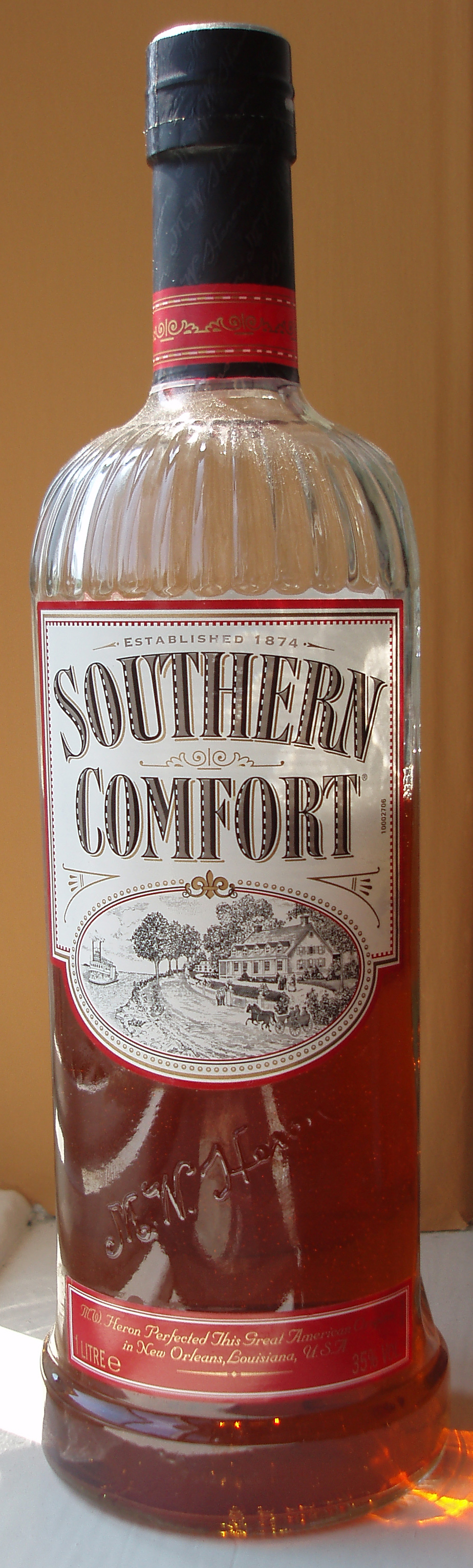
Butelka Southern Comfort

Southern Comfort – likier pochodzenia amerykańskiego o zawartości alkoholu 35-50%. Alkohol pochodzi z Nowego Orleanu. Jego składnikami są burbon, brzoskwinie, pomarańcze i zioła.
Trunek został stworzony w 1874 przez nowoorleańskiego barmana Martina Wilkesa Herona i obecnie należy do  firmy Sazerac Company. W 2010 zaprezentowano nową butelkę wraz z etykietą przedstawiającą plantację Woodland w Luizjanie, autorstwa firmy Cue z Minneapolis.